# J-invariant

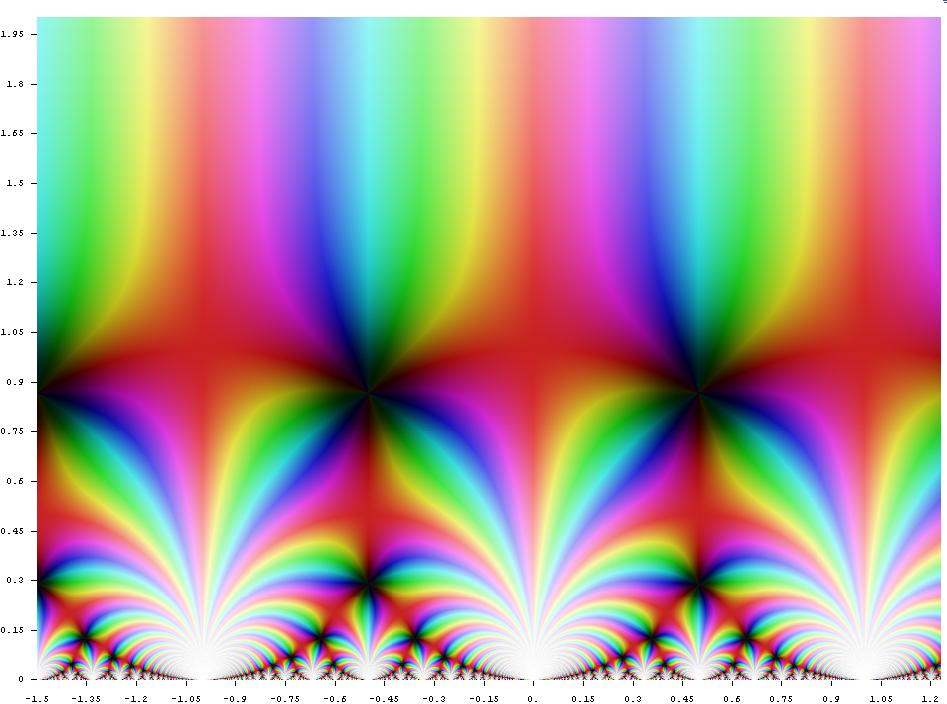
Kleins j-invariant in het complexe vlak

In de complexe functietheorie, een deelgebied van de wiskunde, is Kleins {\displaystyle j}-invariant, een modulaire functie {\displaystyle j(\tau )} van een complexe variabele {\displaystyle \tau }, gedefinieerd op het bovenhalfvlak van de complexe getallen, die een belangrijke rol speelt in de theorie van elliptische functies en modulaire vormen. Het is de basisvorm waarvan andere modulaire functies als rationale functies zijn afgeleid.

## Definitie
Zij {\displaystyle \mathbb {H} =\{z\in \mathbb {C} ;\Im (z)>0\}} het bovenhalfvlak, dan is voor {\displaystyle \tau \in \mathbb {H} } de {\displaystyle j}-invariant gedefinieerd als:
{\displaystyle j(\tau )=12^{3}\cdot {\frac {g_{2}^{3}(\tau )}{\Delta (\tau )}}},
waarin {\displaystyle \Delta (\tau )=g_{2}^{3}(\tau )-27g_{3}^{2}(\tau )} de zogenaamde modulaire discriminant is, met 
{\displaystyle g_{2}(\tau )=60G_{4}(\tau )} en {\displaystyle g_{3}(\tau )=140G_{6}(\tau )}
veelvouden van de eisenstein-reeksen voor het rooster {\displaystyle \mathbb {Z} \tau +\mathbb {Z} }
{\displaystyle G_{4}=\sum _{(m,n)\neq (0,0)}(m+n\tau )^{-4},\qquad G_{6}=\sum _{(m,n)\neq (0,0)}(m+n\tau )^{-6}}